# Neoamblyolpium giulianii
Neoamblyolpium giulianii är en spindeldjursart som beskrevs av William B. Muchmore 1980. Neoamblyolpium giulianii ingår i släktet Neoamblyolpium och familjen Garypinidae. Inga underarter finns listade i Catalogue of Life.